# Disthenwand
Die Disthenwand ist eine Felswand im ostantarktischen Viktorialand. Sie ragt nordöstlich des Dessent Ridge in der Mountaineer Range auf.
Wissenschaftler der deutschen Expedition GANOVEX III (1982–1983) benannten sie. Namensgebend ist das hier gefundene Mineral Kyanit (auch bekannt als Disthen).